# Kava (plant)
Kava (Piper methysticum) is een plant uit de familie Piperaceae. Het is een gewas dat al sinds de oudheid wordt geteeld op eilanden in de Stille Oceaan. Andere namen zijn ʻawa (Hawaï), ʻava (Samoa), yaqona (Fiji) en sakau (Pohnpei). Verder wordt het ook vaak kawa, kawa kawa of kava kava genoemd. Het woord kava heeft betrekking op zowel de plant als de drank die ermee wordt bereid. Kava wordt verbouwd vanwege een aantal stoffen die hem tot een genot- en geneesmiddel maken.

## Botanische beschrijving
Van kava bestaan meerdere cultivars, de grootste verscheidenheid bestaat op Vanuatu, dat ook wel het 'thuisland van de kava' ('Home of the Kava') wordt genoemd. Oorspronkelijk werd het gewas uitsluitend geteeld op de eilanden van de Stille Zuidzee zoals Hawaï, Micronesia, Vanuatu, Fiji, Samoa en Tonga. In de tweede helft van de twintigste eeuw werd de plant ook geteeld op de Salomonseilanden. Alleen op Vanuatu en Fiji wordt de soort commercieel verbouwd.
Kava is een heester. De plant maakt geen tot zeer weinig vrouwelijke bloemen die bovendien geen vrucht geven, zelfs wanneer zij handmatig worden bestoven. De soort kan zich daardoor niet geslachtelijk voortplanten. De plant wordt doorgaans vermeerderd door stekken. De plant gedijt het best in een nat klimaat met veel warmte (20-35 °C) en relatieve luchtvochtigheid van 70-100%, in de (half)schaduw. De soort heeft de voorkeur voor een losse bodem die veel lucht de wortels laat bereiken en die goed afwatert.
De planten werden traditioneel pas geoogst vanaf het vierde jaar, omdat oudere planten meer werkzame stoffen bevatten. Toch worden sinds de jaren 80 van de twintigste eeuw ook jongere planten geoogst. Naarmate de planten ouder worden, groeien zij nog maar weinig in de hoogte (tot circa 2 m). De groei zit vooral in het wortelstelsel en het aantal staken. De wortels van een volwassen plant gaan tot 60 cm diep.

## Bereiding

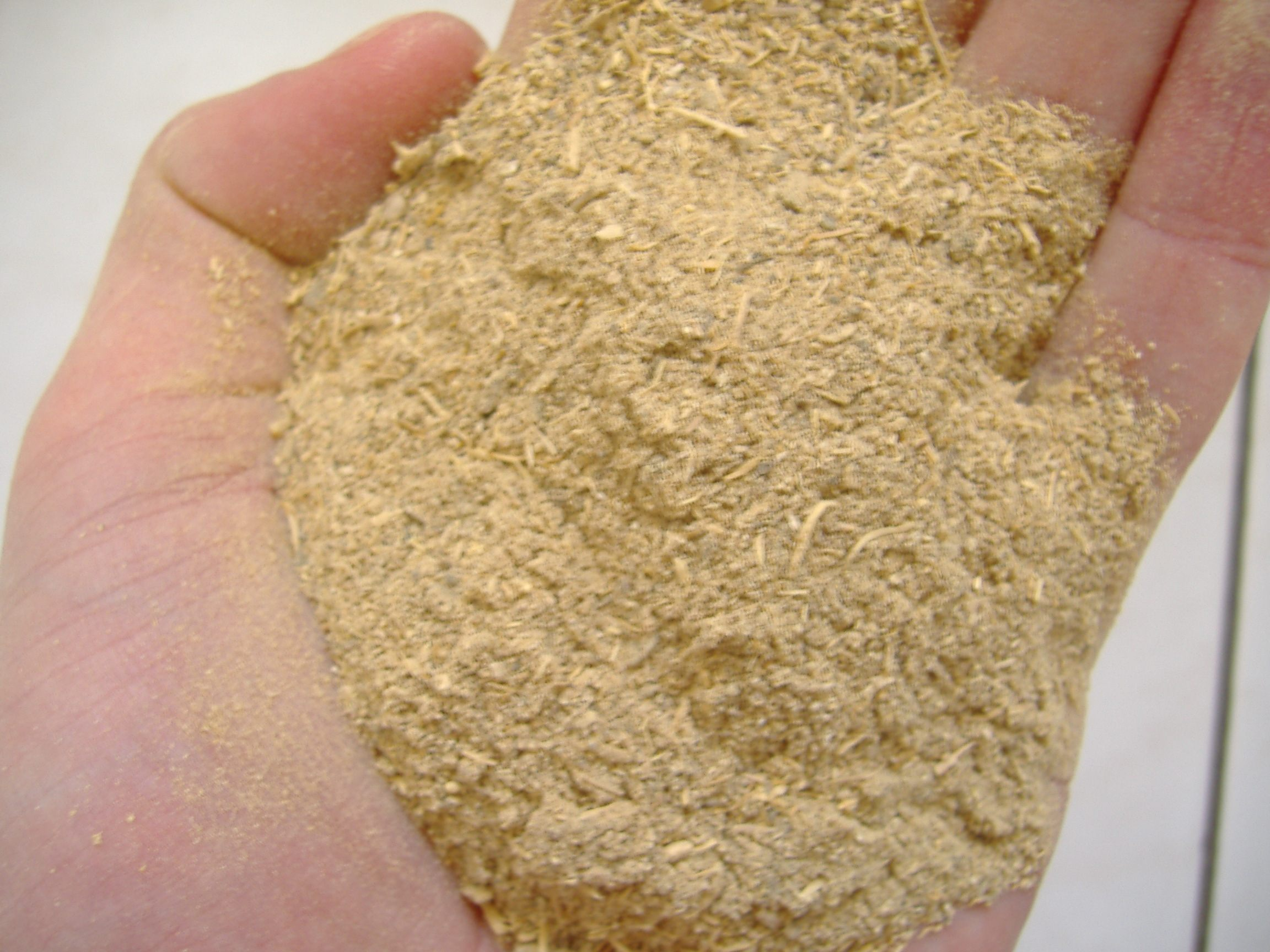
Gemalen kava voor de bereiding

De bladeren en stengels bevatten een giftig alkaloïde pipermethystine die mogelijk de lever kan beschadigen. Alleen de wortel wordt gebruikt. Deze bevat een groot aantal psychoactieve stoffen. Om die stoffen vrij te maken wordt de wortel gekauwd, gemalen of gestampt. Bij de kauwmethode wordt de wortel in stukjes gehakt die in de mond worden genomen. Na enige tijd kauwen wordt de brij in een kom gespuugd, met water gemengd en gefilterd door kokosvezel. Bij het malen worden stukjes verse wortel in een vijzel vermalen met een weinig water, ook de wortels zelf leveren vocht. Het stampen gebeurt tamelijk eenvoudig op een grote steen met een kei.
Bij al deze bereidingen ontstaat een emulsie van druppeltjes werkzame stoffen in een zetmeelachtige oplossing. De smaak is enigszins scherp, de kleur varieert van grijs tot lichtbruin en glazig groen. De emulsie wordt vermengd met koud water en zo snel mogelijk gedronken. De werking van kava die op deze manier wordt bereid is veel krachtiger dan wanneer hij wordt bereid als thee.
De sterkte hangt ook af van de soort, de versheid en de kweekwijze. Door drogen en veroudering verliest kava aan kracht.

## Effecten
Een half uur na het drinken van de bereide kava begint de werking die circa twee uur aanhoudt, daarna nemen de effecten af, en zijn ze circa acht uur na inname verdwenen. In volgorde van optreden zijn de effecten:
- gevoelloosheid en bleekheid van de lippen en tong, veroorzaakt door het samentrekken van bloedvaatjes
- verhoogde behoefte om te spreken of te praten
- euforisch gedrag
- demping van angsten, kalmering
- gevoel van welbehagen
- helder denken
- spierontspanning
- slaperigheid

De slaap die volgt op gebruik van kava wordt ervaren als verkwikkend. Bij ontwaken zijn geen effecten meer voelbaar en er is geen gevoel van katerigheid.

## Werking en medische toepassing

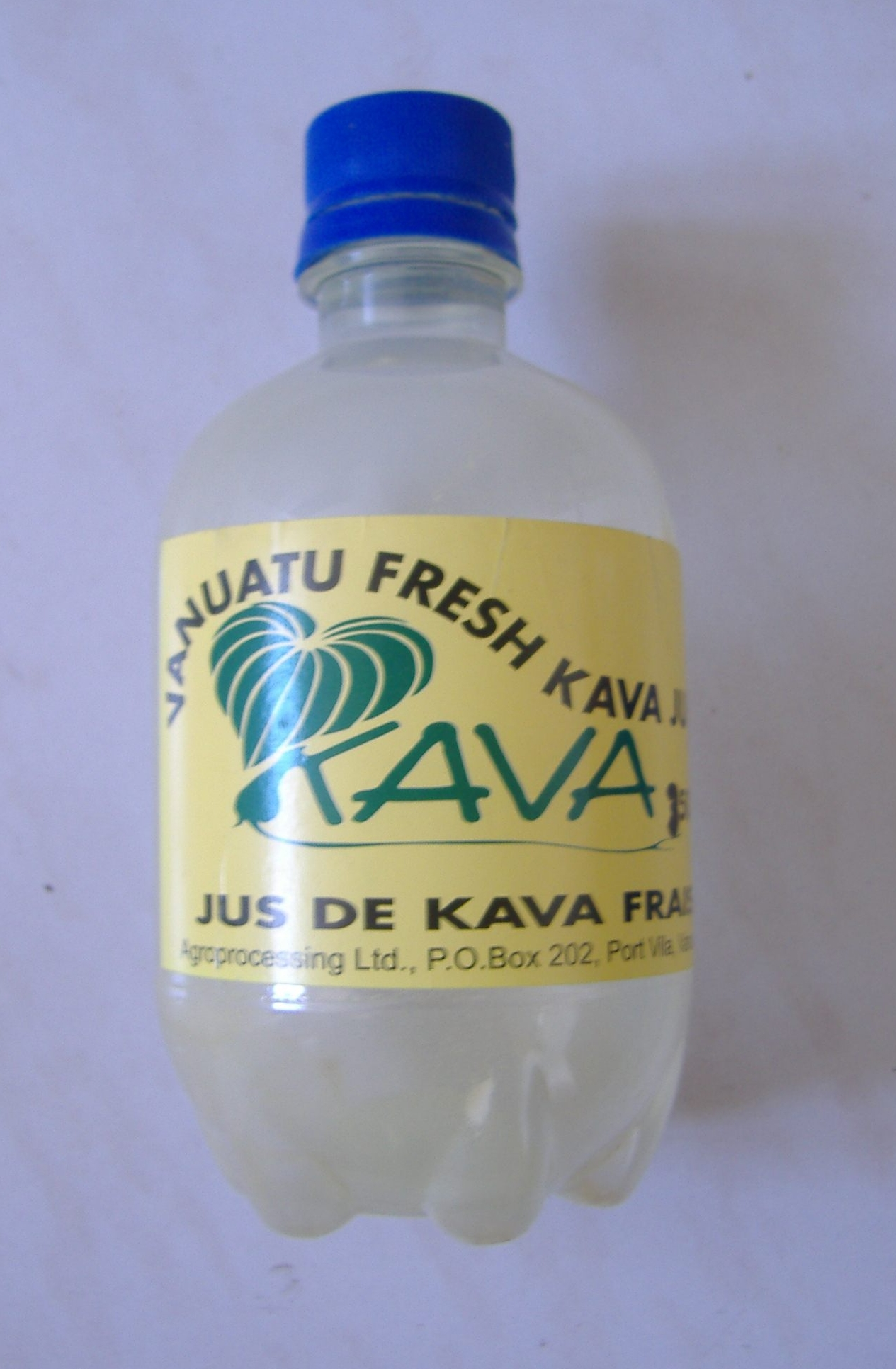
kant-en-klaar

Farmacologisch is kava niet verslavend, al kan wel een psychische afhankelijkheid ontstaan. De actieve bestanddelen worden kavalactonen genoemd, waarvan er 18 zijn geïdentificeerd. Ze zijn alle psychoactief. Slechts zes van deze stoffen hebben merkbare effecten. Hun onderlinge verhouding verschilt van plant tot plant en daardoor kunnen ook de effecten variëren. Verse kava bevat de meeste kavalactonen. Hoe hoger in de plant, hoe minder werkzame bestanddelen. In de wortel, stronk en stammen worden concentraties kavalactonen van respectievelijk 15%, 10% en 5% aangetroffen.
Het gebruik van kava is betrekkelijk veilig. In de tweeduizend jaar dat het wordt gebruikt heeft het een uitstekende reputatie opgebouwd. Deze reputatie is in het begin van de twintigste eeuw vrij snel omgeslagen nadat ernstige leverproblemen optraden bij vooral westerse gebruikers.
In de westerse wereld wordt kava gepresenteerd als een natuurlijk middel tegen stress en angststoornissen. In 2006 maakte de University of Aberdeen bekend dat kava bruikbaar zou kunnen zijn bij de behandeling van leukemie en eierstokkanker. Bij in-vitroproeven remde een extract van kava in alcohol een verantwoordelijk gen.

## Verbod, veiligheid en giftigheid
Begin van deze eeuw ontstond grote bezorgdheid over de veiligheid van het gebruik van commerciële kavaproducten. Meerdere malen werd ernstige leververgiftiging gemeld, waarbij bij enkele personen leverfalen optrad, na het gebruik van supplementen met kava-extract. Hoewel er nooit een verband kon worden bewezen tussen het gebruik van kavawortel en deze gevallen, voelden de verantwoordelijke autoriteiten door de ernst van de gevallen de noodzaak om in te grijpen.
In 2002 werd in het Verenigd Koninkrijk de verkoop, import en het verstrekken van de meeste kavaproducten verboden. In Nederland, Frankrijk en Zwitserland werd kava in alle vormen volledig verboden. Canada legde de verkoop stil, maar na aanpassing van de wetgeving werd deze in 2004 weer vrijgegeven. In de Verenigde Staten publiceerde het Center for Disease Control (CDC) een rapport waarin met name voor de giftigheid voor de lever wordt gewaarschuwd, net als de FDA, de Amerikaanse voedsel- en geneesmiddelenautoriteit).
Alle ophef stimuleerde onderzoek. Er werden giftige stoffen in de plant aangetroffen. Met name het alkaloïde pipermethystine zou verantwoordelijk kunnen zijn voor de gevallen van leververgiftiging, zo bleek uit onderzoeken met levercellen in vitro. De stof komt echter niet voor in de wortel, maar in de groene delen. Een andere stof die werd gevonden was flavokaïne B, deze zou kunnen bijdragen aan de giftigheid. Flavokaïne B komt wel voor in de wortels. Onderzoek ontbreekt.
Nadat was vastgesteld dat pipermethystine de meest schadelijke stof was, bleek dat de kava die commercieel geëxporteerd was naar Noord-Amerika en Europa grote hoeveelheden groene delen bevat had. Deze delen worden in de landen van oorsprong niet gebruikt. Deze feiten leverden een verklaring voor het feit dat leverschade wel in Europa en Noord-Amerika voorkwam, maar niet bij de traditionele gebruikers.
Ondertussen is kava in de meeste landen weer normaal beschikbaar. In de Verenigde Staten zijn bijvoorbeeld meer dan 180 volledig legale kava-bars, waar kava puur of als onderdeel van cocktails te nuttigen is.  In Nederland is het, om onbekende redenen, nog steeds verboden om kava of waren die kava bevatten, te bereiden, te vervaardigen of te verhandelen.